# Бацелли, Боян
Боян Бацелли (черног. Bojan Bazelli; род. 15 августа 1957, Херцег-Нови, Черногория) — черногорский кинооператор. Номинировался на премию «Независимый дух» за операторскую работу в фильме «Король Нью-Йорка».

## Биография
Родился 15 августа 1957 года в городе Херцег-Нови, Черногория. Учился на факультете кино и телевидения в Пражской академии изящных искусств. В 1987 году дебютировал в качестве кинооператора на съёмках фильма «Китаянка». За операторскую работу в фильме «Король Нью-Йорка» Боян Бацелли был номинирован на премию «Независимый дух» в 1991 году. Известен по фильмам «Звонок», «Одинокий рейнджер» и «Лекарство от здоровья» режиссёра Гора Вербински, а также по картинам «Мистер и миссис Смит» и «Ученик чародея». Состоит в Американском обществе кинооператоров с 2007 года.

## Избранная фильмография
- 1988 — Кустари / Tapeheads (реж. Билл Фишман)
- 1988 — Тыквоголовый / Pumpkinhead (реж. Стэнли Уинстон)
- 1989 — Большой человек в университетском городке / Big Man On Campus (реж. Джереми Каган)
- 1990 — Надземелье / A Gnome Named Gnorm (реж. Стэнли Уинстон)
- 1990 — Король Нью-Йорка / King of New York (реж. Абель Феррара)
- 1990 — Любопытство убивает / Curiosity Kills (реж. Колин Бакси)
- 1991 — Лихорадка / Fever (реж. Ларри Элайканн)
- 1992 — Под прикрытием / Deep Cover (реж. Билл Дьюк)
- 1993 — Елена в ящике / Boxing Helena (реж. Дженнифер Линч)
- 1993 — Калифорния / Kalifornia (реж. Доминик Сена)
- 1993 — Похитители тел / Body Snatchers (реж. Абель Феррара)
- 1994 — Игра на выживание / Surviving the Game (реж. Эрнест Дикерсон)
- 1998 — Честная куртизанка / Dangerous Beauty (реж. Маршалл Херсковиц)
- 2002 — Звонок / The Ring (реж. Гор Вербински)
- 2005 — Мистер и миссис Смит / Mr. & Mrs. Smith (реж. Даг Лайман)
- 2007 — Лак для волос / Hairspray (реж. Адам Шенкман)
- 2009 — Миссия Дарвина / G-Force (реж. Хойт Йитмен)
- 2010 — Ученик чародея / The Sorcerer’s Apprentice (реж. Джон Тёртелтауб)
- 2010 — Бурлеск / Burlesque (реж. Стив Энтин)
- 2012 — Рок на века / Rock of Ages (реж. Адам Шенкман)
- 2013 — Одинокий рейнджер / The Lone Ranger (реж. Гор Вербински)
- 2016 — Пит и его дракон / Pete’s Dragon (реж. Дэвид Лоури)
- 2016 — Спектральный анализ / Spectral (реж. Ник Матьё)
- 2016 — Лекарство от здоровья / A Cure for Wellness (реж. Гор Вербински)
- 2019 — 6 футов под землёй / 6 Underground (реж. Майкл Бэй)